# Evarcha laetabunda
Evarcha laetabunda (tên tiếng Anh: Zeldzame grasspringspin) là một loài nhện trong họ Salticidae.
Loài này thuộc chi Evarcha. Evarcha laetabunda được Carl Ludwig Koch miêu tả năm 1846.